# Malcolm Forsyth
Pour les articles homonymes, voir Forsyth.
Malcolm Forsyth, CM, (8 décembre 1936 — 5 juillet 2011) est un compositeur et tromboniste canadien d'origine sud africaine. Il est le père d'Amanda Forsyth (en), violoncelliste dans l'orchestre du Centre national des Arts.

## Biographie

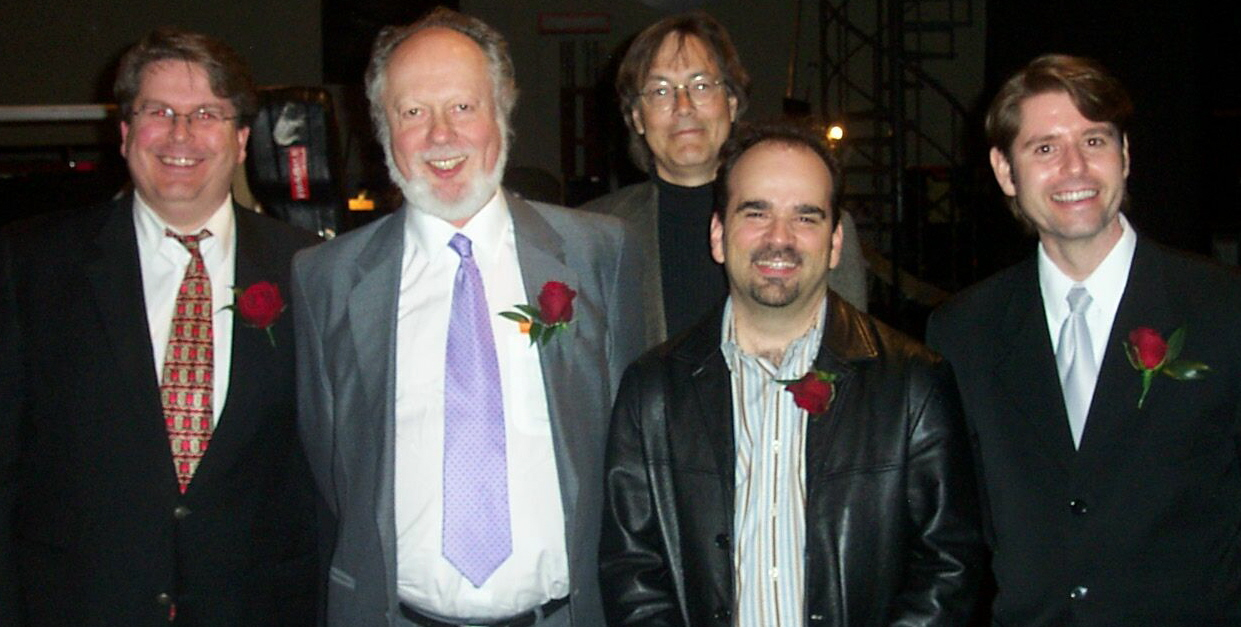
Les compositeurs, Malcolm Forsyth, Alan Gordon Bell,, et Jeffrey McCune après une représentation de l' de leur musique en avril 2005

Forsyth est né à Pietermaritzburg en Afrique du Sud. Il étudia le trombone, la direction d'orchestre et la composition à l'université du Cap où il reçoit un Bachelor of music (en) en 1963.
Il joua dans le Cape Town Symphony Orchestra alors qu'il étudiait et reçu sont Master of Music (en) en 1966 et son doctorat en 1969. En 1968, il émigra au Canada et rejoignit l'Orchestre symphonique d'Edmonton (en) où il joua du trombone basse pendant onze ans. Il fut professeur de musique à l'Université d'Alberta pendant trente-quatre ans. Il fut nommé compositeur en résidence en 1996 et le resta jusqu'à sa retraite en 2002.
En 1970 il composa Sketches from Natal pour la Canadian Broadcasting Corporation. Il composa également entre autres un Concerto pour Piano et Orchestra (1979), Sagittarius (1975), Quinquefid (1976), African Ode (Symphonie n°3) (1981) et Atayoskewin (Suite pour Orchestre) (1984) qui reporta le Juno Award for Classical Composition of the Year en 1987.
En 1989, il fut élu compositeur canadien de l'année.
En 2003 il fut fait membre de l'Ordre du Canada.
Forsyth meurt le 5 janvier 2011 à 74 ans d'un cancer du pancréas.